# ジュマップの戦い

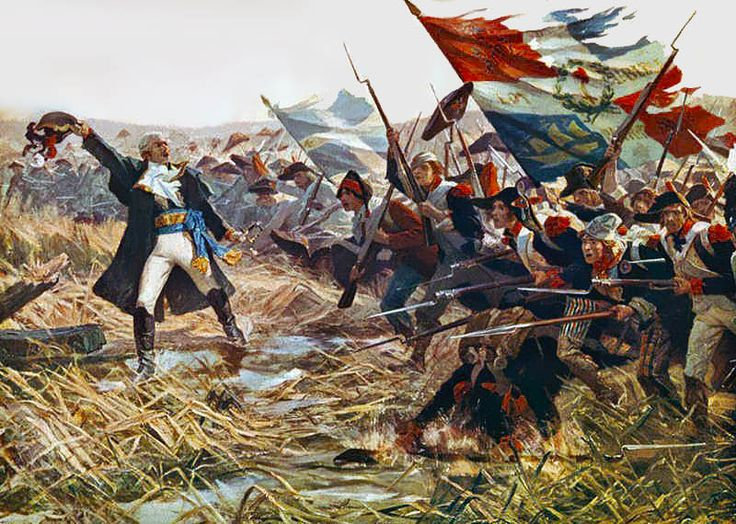
ジュマップの戦い

ジュマップの戦い（ジュマップのたたかい、フランス語: Bataille de Jemappes）は、フランス革命戦争中の1792年11月6日、オーストリア領ネーデルラントのジュマップ（現ベルギー、エノー州）で生起した、フランス第一共和政の北方軍とハプスブルク帝国（オーストリア）軍の間の戦闘。フランス軍は多くの経験不足な義勇軍で構成され、人数が圧倒的に少ないオーストリアの正規軍に勝利した。
シャルル・フランソワ・デュムーリエ率いるフランス軍は人数でアルベルト・カジミール・フォン・ザクセン＝テシェンとフランソワ・セバスチャン・シャルル・ジョゼフ・ド・クロワ率いるオーストリア軍に3対1の優勢を有しており、山の背にあるオーストリア軍の陣営に対し勇敢だが統率の欠けた攻撃を行った。フランス軍は山の背の一部を占領、オーストリア軍はそれを追い返すことができなかった。最終的にはテシェン公が撤退を命じたことでオーストリア軍の敗北となった。
デュムーリエはオーストリア領ネーデルラントへの侵攻を目的としており、冬営も近い11月という時期に大軍でオーストリア軍に攻撃した。そのため、ジュマップの戦いでは準備の整えたオーストリア軍に対し多大な損害を被りながらも突撃を敢行した。戦後、デュムーリエは1か月でオーストリア領ネーデルラントの全土を占領したが、3月のネールウィンデンの戦いに敗北したことでそれを失い、再侵攻は1794年夏まで待たなければならなかった。

## 背景
1792年夏、フランス外相兼北方軍の指揮官シャルル・フランソワ・デュムーリエはオーストリアとプロイセンによるフランス本土侵攻を防ぐ最良の手段はオーストリア領ネーデルラントへの侵攻であると考えたが、デュムーリエが動ける前に同盟軍が侵攻を開始、彼は南下することを余儀なくされた。9月20日にはヴァルミーの戦いに及んだが、フランス軍が砲撃に耐え、一撃だけで逃げる寄せ集めではないことを証明した。同盟軍の指揮官ブラウンシュヴァイク公はリスクの大きい全面攻撃をせずに撤退した。
これによりデュムーリエは北上する時間ができ、9月末から10月にかけてリールの包囲に対処した後、ようやくオーストリア領ネーデルラントへの侵攻計画を実施した。しかし、約束された資源が来られなくなったため3手に分けるという元の計画は変更され、代わりに10月末に軍の大半をヴァランシエンヌの前に集結させ、続いてモンス、ブリュッセルへと進んだ。

## 両軍

### オーストリア軍
オーストリア軍の指揮官はオーストリア領ネーデルラント総督アルベルト・カジミール・フォン・ザクセン＝テシェンだった。彼は2万人以上の軍勢を有したが、長い防御線に散らばっていたためジュマップでは歩兵11,628、騎兵2,168、大砲56門で戦った。彼はこの軍勢をもって左側のモンスから右側のジュマップまで続くクウェムの尾根を守備した。
オーストリア軍右翼はフランツ・フォン・リリエン（Franz von Lilien）が、中央はフランソワ・セバスチャン・シャルル・ジョゼフ・ド・クロワ伯爵、左翼はジャン・ピエール・ド・ボーリューが指揮した。リリエンの軍勢は4個歩兵大隊、7個歩兵中隊、3個騎兵大隊で、クロワの軍勢はクウェム村にいた3個歩兵大隊と4個騎兵大隊、ボーリューの軍勢はベルテモン（Bertaimont）の南にある山上の3個歩兵大隊とその左翼を守る5個歩兵中隊と1個騎兵大隊だった。さらにモンスに1個歩兵大隊がおり、最左翼のモン・パリセル（Mont Palisel）近くに2個中隊がいた。
オーストリア軍はトロイユ川（Trouille）と森の周りにある沼地で後ろに2つのダムがあるところで陣地を構えた。そのため、それ以外の撤退の経路はモンスを経由する道だけだった。

### フランス軍
デュムーリエの軍勢はオーストリア軍の2倍の人数だった。彼自身の北方軍には歩兵32,000、騎兵3,800、大砲100門があり、ジュマップではさらにフランソワ・ダルヴィル将軍（François d'Harville）率いる兵士4,000と大砲15門の支援を受けた。多くの年上の指揮官は経験豊富な兵士か貴族であり、その最たる例が中央部を率いたシャルトル公爵（後のフランス王ルイ＝フィリップ1世）であった。右翼はピエール・リール・ド・ベルノンヴィルが、左翼はジャン・アンリ・ベケー・フェランが指揮した。ダルヴィルは右翼への増援として投入された。
デュムーリエは数的優勢でオーストリア軍を押し切って陣地を奪取するつもりだった。計画ではまずベルノンヴィルとダルヴィルが攻撃した後、オーストリア軍の弱点である左翼を包囲する予定だった。続いて、フェランがジュマップの前にあるケアレニョンを占領、ベルノンヴィルがオーストリア軍中央部を攻撃、ダルヴィルがモン・パリセルに移動して退路を断つ予定だった。

## 戦闘

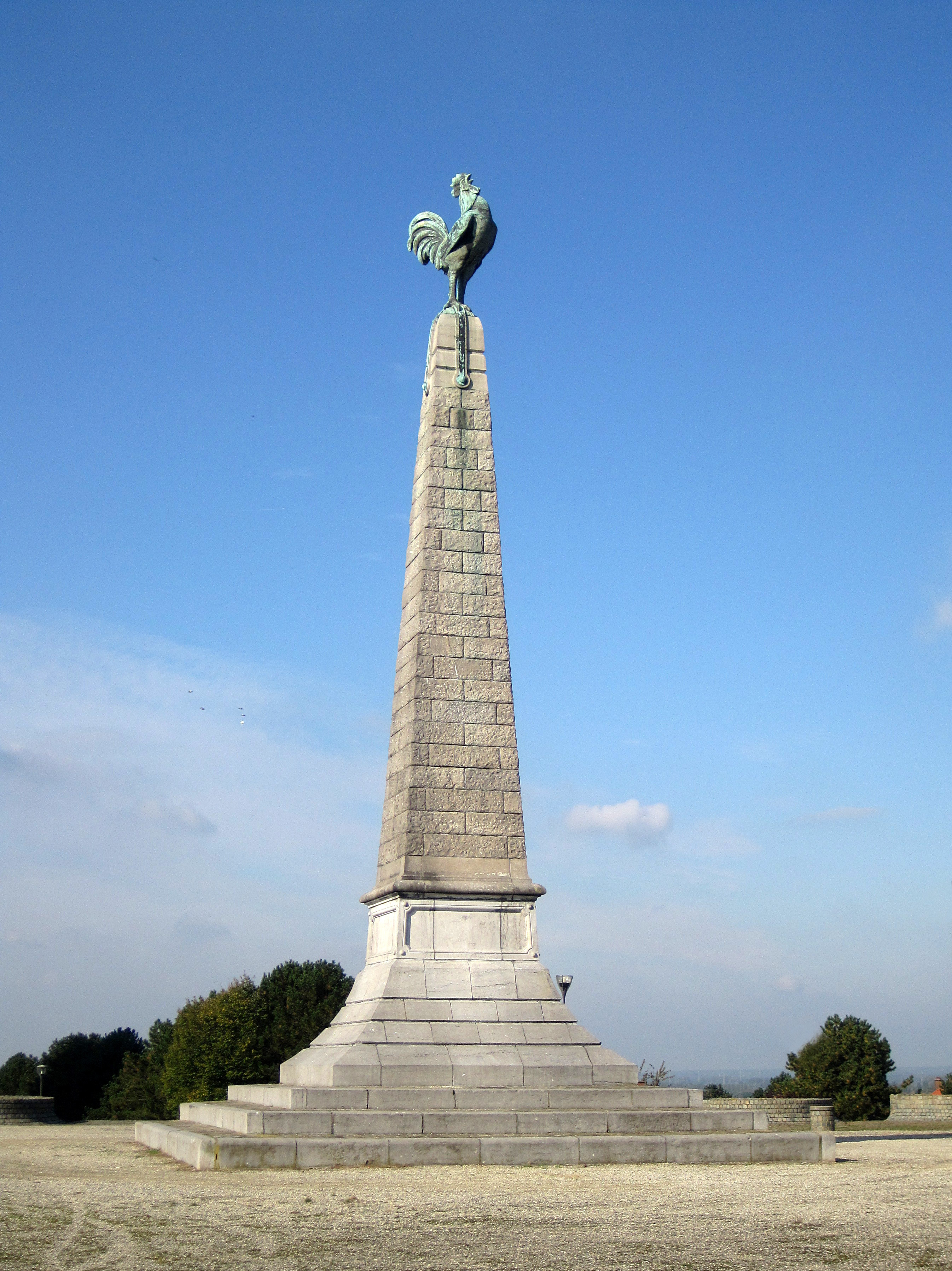
ジュマップにある、戦闘の記念碑。2012年撮影。

テシェン公は自軍の歩兵11,628、騎兵2,168、大砲56門をモンスから数キロメートル西のクウェムの尾根に配置した。オーストリア軍の大砲は12ポンド砲14門、6ポンド砲と3ポンド砲合計36門、7ポンド榴弾砲6門だった。陣地の北の端はリリエンがジュマップ村で守備しており、クロワが中央部を、ボーリューが左翼を指揮した。オーストリア軍右翼は西に面しており、中央と左翼は南西に面していた。クウェム村はオーストリア軍左翼の後ろにいた。しかし、オーストリア軍はアーン川にかかっている橋1本でしか撤退できず、陣営の弱点となっている。
デュムーリエは歩兵32,000、騎兵3,800、大砲100門を有しており、ダルヴィルからの軍勢4千との合流にも期待していた（ディグビー・スミスは合計で歩兵4万と騎兵3千としている）。デュムーリエはオーストリア軍の両翼を攻撃しようとして軍を両翼に分け、フェランに左翼の指揮を、ベルノンヴィルに右翼の指揮を命じた。フランス軍は国王軍、義勇軍、国民衛兵の混成軍だった。
フランス軍は黎明から午前にかけて「統率の取れていないが士気盛んな」一連の攻撃を行った。正午に勢いがそがれてくると、デュムーリエは再び突撃を命じた。シャルトル公爵は大部隊を尾根の中央部に送り込み、足場を築くことに成功、オーストリア軍はそれを撃退することができなかった。フランス軍の一部がオーストリア軍右翼を回り込み、背後を脅かしたためテシェン公が右翼と中央部をモンスに撤退させ、ボーリューも左翼の軍を用いて撤退を援護した。

## その後
フランス軍は戦死650、負傷1,300を出した。オーストリア軍の損害は戦死305、負傷513、捕虜423、大砲5門鹵獲だった。フランス軍が大量に砲撃したためオーストリア軍は多くの損害を出しており、中でも第41ベンデル歩兵連隊（Bender）が士官41人と兵士400人の損害を出していた。モンスは戦闘から5日後に降伏、ブリュッセルは11月14日に陥落した。フランス国民ははじめて攻勢に出て勝利したことに「狂喜した」。
ジュマップの戦いは一見してはフランスの大勝には見えなかった。フランス軍は死傷率がより高く、危険な陣地にいた少勢の敵軍を取り逃した。しかし、1792年時点ではフランス軍の士官の多くが亡命しており、ジュマップの戦いは経験不足な義勇軍がオーストリア正規軍に勝利した戦闘であった。そのため、この戦闘はフランスの革命政府を勇気づけ、これ以降フランスが頻繁に攻勢に出るようになる。
より短期的な影響ではフランスによるオーストリア領ネーデルラント占領ができるようになった。デュムーリエはモンスを落とし、11月12日までそこに留まった。その後、彼はブリュッセルに移り、13日のアンデルレヒトの戦いでオーストリア軍後衛を撃破した後翌日に入城した。オーストリア領ネーデルラントは数か月後にフランスの手から一旦離れるが、フランスは占領期に保守的なネーデルラント住民に自由思想を植え付けることに成功した。1793年にはデュムーリエが亡命を余儀なくされたが、彼のジュマップにおける勝利はフランス第一共和政が戦勝に踏み出す第一歩となった。さらに、この勝利により1793年の戦闘の大半がフランス国外で行われることとなった。